# Svartstrupig borststjärt
Svartstrupig borststjärt (Asthenes harterti) är en fågel i familjen ugnfåglar inom ordningen tättingar.

## Utbredning och systematik
Fågeln förekommer i Anderna i västra Bolivia (La Paz, Cochabamba och västra Santa Cruz). Den behandlas som monotypisk eller delas in i två underarter med följande utbredning:
- Asthenes harterti harterti – norra Bolivia
- Asthenes harterti bejaranoi – centrala Bolivia

## Status
IUCN kategoriserar arten som livskraftig.